# Béatrice Dalle
Béatrice Dalle   (Brest, 19 de desembre de 1964) és una actriu francesa.

## Trajectòria
El 1985, Béatrice Cabarrou es va casar amb el pintor Jean-François Dalle, de qui es va divorciar el 1988. Mentre treballava de model va conèixer el cineasta Jean-Jacques Beineix, que li va oferir el paper principal de la pel·lícula de 1986 37°2 le matin, la qual va rebre nominacions als BAFTA i a l'Oscar com a millor pel·lícula de parla no anglesa.
Més endavant, va aparèixer en una sèrie de pel·lícules franceses, com Chimère de 1989, que es va estrenar al 42è Festival Internacional de Cinema de Canes.
També va aparèixer al videoclip de 1991 «Move to Memphis» del grup noruec A-ha. Després va protagonitzar La nit a la terra de Jim Jarmusch el 1991, en el paper d'una dona cega poc convencional. El 1997, Ocult en la memòria, va ser la seva primera pel·lícula que va fer als Estats Units d'Amèrica.
El 2001, Dalle va aparèixer a la polèmica pel·lícula Trouble Every Day, en la qual interpreta un vampir, així com en la pel·lícula de 2007 À l'intérieur, en el paper d'una psicòpata que persegueix una dona embarassada, i a Bye Bye Blondie (2012), La importància de ser Oscar Wilde (2018) i LuxAeterna (2019).